# Liste des personnages d'Indiana Jones
 (juillet 2023).
Si vous disposez d'ouvrages ou d'articles de référence ou si vous connaissez des sites web de qualité traitant du thème abordé ici, merci de compléter l'article en donnant les références utiles à sa vérifiabilité et en les liant à la section « Notes et références ».
Cet article est une liste de personnages de la saga cinématographique et télévisuelle Indiana Jones.

## B
- Barranca est un guide péruvien accompagnant Indiana Jones jusqu'au temple des Hovitos. Il trahit Indy en le menaçant avec son revolver, mais ce dernier parvient à le désarmer à l'aide de son fouet. Barranca prend alors la fuite, mais il est tué par des fléchettes empoisonnées par la tribu des Hovitos. Il est interprété par Vic Tablian dans Les Aventuriers de l'arche perdue[1],[2].
- Rémy Baudouin est interprété par Ronny Coutteure dans Les Aventures du jeune Indiana Jones.
- René Belloq est un archéologue français, rival d'Indiana Jones. Il a rencontré de nombreuses fois Indiana Jones et ses rencontres fructueuses n'ont fait qu'aggraver leur rivalité jusqu'à être ennemis. Cherchant à l'origine la gloire, de délicats évènements lui ont fait perdre son honneur et rechercher finalement le pouvoir. Il apparaît dans Les Aventuriers de l'arche perdue. En 1936, il est engagé par les nazis pour retrouver l'Arche, et n'y voit pour lui que le moyen de se la procurer afin de posséder l'un des trésors les plus rares et convoités du monde. Il emmène l'Arche jusqu'à une île secrète des nazis contre l'avis du colonel Dietrich mécontent de cette décision. Il recapture Indiana Jones et préside la cérémonie de l'ouverture de l'Arche en compagnie de Dietrich et du major Arnold Toht. Il meurt finalement dans d'atroces souffrances engendrées par la puissance surnaturelle de l'Arche. Il est interprété par Paul Freeman dans Les Aventuriers de l'arche perdue[1].
- Phillip Blumburtt est un capitaine de l'Armée britannique en Inde du Onzième Fusillier. Alors qu'Indy atteint le palais de Pankot, Blumburtt arrive en même temps avec pour motif une inspection de routine. Blumburtt enquête comme Indy sur les Thugs et pense que certains existent encore. Plus tard, quand Indy est attaqué par les Thugs sur le pont, Blumburtt et ses hommes viennent lui prêter main-forte et capturent les derniers Thugs. Il est interprété par Philip Stone dans Indiana Jones et le Temple maudit[3].
- Marcus Brody est un collègue d'Indiana Jones au Marshall college de Bedford dans le Connecticut où enseigne ce dernier. Il est davantage porté sur l'archéologie théorique que sur l'archéologie en action pratiquée par Indiana Jones. Doyen du collège, il rêve secrètement de revenir sur le terrain. Dans Indiana Jones et la Dernière Croisade, il accompagne cependant ce dernier dans sa quête du Graal et recroise son ami Henry Jones Sr.. Il meurt en 1952, peu après Henry Jones Sr. Il est interprété par Denholm Elliott dans Les Aventuriers de l'arche perdue[1] et Indiana Jones et la Dernière Croisade[4].

## C
- Lao Che est un gangster chinois, propriétaire du club Obi-Wan, à Shanghaï, et employeur de la chanteuse Willie Scott. Il engage Indiana Jones pour retrouver les cendres de Nurhachi, en échange d'un diamant d'une grande valeur, ce que l'archéologue parvient à réaliser. Lao Che envoie cependant un de ses hommes voler les cendres durant la nuit, afin de ne pas avoir à payer Jones. Indiana surprend le voleur et lui coupe l'index, mais lui laisse la vie sauve. Il se présente au club Obi-Wan afin de réaliser l'échange avec Lao Che comme convenu. Une fois la transaction réalisée, Indy boit à son insu une boisson empoisonnée par l'un des hommes du gangster, qui réclame de récupérer le diamant en échange de l'antidote, ce qui conduit à une fusillade dans le club, puis à une poursuite dans les rues de Shanghaï. Indiana, accompagné de Demi-Lune et de la chanteuse Willie, parviennent à échapper à Lao Che en montant à bord d'un avion, sans savoir que celui-ci appartient au gangster. Ce dernier demande aux pilotes de sauter en parachute afin de tuer Indy dans l'écrasement de l'avion. Lao Che est interprété par Roy Chiao dans Indiana Jones et le Temple maudit[3].

## D
- Demi-Lune (Short Round en anglais), de son vrai, nom Wan Li, est un jeune chinois ami d'Indiana Jones. Celui-ci l'a « attrapé » après que sa famille eut été tuée lors du bombardement japonais de Shanghaï. En 1935, il accompagne Indiana dans sa recherche des pierres de Sankara jusqu'au temple de Kali, où il est fait prisonnier. Il parvient à s'échapper avec Indy et Willie et libère les petits esclaves des mines. Ils retournent finalement au village de Mayapore pour leur redonner l'une des pierres de Sankara. Il a été élevé dans la rue et est un très bon acrobate. Il est également très ingénieux et considère Indiana comme son grand frère. Il se considère également comme le garde du corps de ce dernier. Demi-Lune est également très doué pour le karaté et le kung-fu et connaît toutes les habitudes d'Indy.  Il est interprété par Ke Huy Quan dans Indiana Jones et le Temple maudit[3].
- Herman Dietrich est un officier allemand dirigeant les fouilles de Tanis dans le but de mettre la main sur l'Arche d'alliance. Il a été choisi personnellement par Adolf Hitler en raison de son efficacité et de son caractère impitoyable[5]. Il meurt lors de l'ouverture de l'Arche, tué par les forces spirituelles émanant de celle-ci. Il est interprété par Wolf Kahler dans Les Aventuriers de l'arche perdu[1].
- Walter Donovan est un riche homme d'affaires américain. Il recherche le Graal à l'aide d'une équipe menée par Henry Jones Sr. Ce dernier ayant disparu, il fait appel à Indiana pour poursuivre les recherches. Mais Donovan se révèle être un collaborateur des nazis et est prêt à tout pour retrouver le Saint Graal. Il s'emparera du journal de Henry Jones Sr. avec l'aide d’Elsa Schneider et atteindra le temple du Graal avant Indiana Jones. Il tirera sur le père d'Indy pour faire pression sur ce dernier et l'obliger à aller chercher le Graal. Plus tard Donovan boira dans le faux Graal (choisi par Elsa) et vieillira à travers les âges jusqu'à devenir poussière, n'ayant pas écouté son propre conseil de ne faire confiance à personne. Il est interprété par Julian Glover dans Indiana Jones et la Dernière Croisade[4].

## E
- Eaton est un officier de l'Armée américaine et un agent de renseignement du Gouvernement fédéral des États-Unis. Il travaille aux côtés du colonel Musgrove dans le but de récupérer des informations sur les activités d'Adolf Hitler liées à son obsession pour les artefacts aux propriétés magiques[5]. Le major Eaton, avec son collègue, le colonel Musgrove, rencontre Indiana Jones dans le but d'obtenir des informations sur les propriétés de l'Arche d'alliance. Ils engagent ensuite l'archéologue pour que celui-ci mette la main sur l'Arche avant les nazis. Il est interprété par William Hootkins dans Les Aventuriers de l'arche perdue[1].

## F
- Sallah Mohammed Faisel el-Kahir[6] est un ami d'Indiana Jones que ce dernier a rencontré étant plus jeune, né en 1897. Excavateur et terrassier, d'un tempérament jovial, il célèbre leur découverte de l'indice crucial qu'est la taille du bourdon par un chant supposé traditionnel: "je suis monarque sur la mer, je veille sur le poulailler" (version française). En 1936 il aidera Indiana pour retrouver l'Arche d'alliance et combattre les Nazis en Égypte. En 1938 Indy le charge de retrouver Marcus Brody mais échouera. Sallah accompagnera tout de même Indiana jusqu'au temple du Graal. Il aidera entre-temps Indy à récupérer l'idole dorée Chachapoya que Belloq avait volée à Indy en 1936. Il est interprété par John Rhys-Davies dans Les Aventuriers de l'arche perdue[1], Indiana Jones et la Dernière Croisade[4] et Indiana Jones et le Cadran de la Destinée[7].

## G
- Gobler est un major allemand du contingent militaire attaché au projet des fouilles de Tanis, en Égypte. Il est l'assistant du colonel Dietrich[5]. Il meurt au cours d'une poursuite dans le désert lorsque la jeep dans laquelle il se trouve est percutée par le camion conduit par Indy et projetée du haut d'une falaise. Il est interprété par Anthony Higgins dans Les Aventuriers de l'arche perdue[1].

## J
- Henry Jones Sr. est le père d'Indiana Jones. Il naît le 12 décembre 1872. Il est obsédé par le saint Graal et le recherchera pendant toute sa vie. La mort de sa femme Anna l'affectera profondément et il se retirera dans l'Utah en 1912 avec son fils Henry (futur Indy) et leur chien Indiana. D'un caractère bien trempé et pas très futé il n'a pas toujours été un très bon père pour Indy. Mais sa connaissance sur les secrets du Graal le sauveront de la mort dans le temple du Graal. Les aventures de son fils lui apprendront comme sa vie est difficile. Dans la Dernière Croisade il se fera capturer par les nazis voulant son journal du Graal. Il sera sauvé par Indy son fils et s'enfuira sans le journal du château et de Berlin un peu plus tard jusqu'à se faire enfermer dans un tank et atteindre le temple du Graal. Il vivra une dernière aventure avec Indy en 1945 en cherchant la lance du destin avant de mourir en 1951. Il est interprété par Sean Connery dans Indiana Jones et la Dernière Croisade[4] et par Lloyd Owen dans Les Aventures du jeune Indiana Jones.
- Indiana Jones, de son vrai nom, Henry Walton Jones Jr., est le personnage principal de la saga. Il est archéologue et professeur universitaire d'archéologie à temps partiel. Il est interprété par Harrison Ford dans les cinq films de la saga, ainsi que par River Phoenix dans Indiana Jones et la Dernière Croisade[4].

## K
- Simon[8] Katanga est un ami de Sallah et le capitaine du Bantu Wind, le navire sur lequel Indy et Marion s'échappent du Caire. Le cargo transporte l'Arche d'alliance, jusqu'à ce qu'il soit arraisonné par un sous-marin nazi. Il est interprété par George Harris dans Les Aventuriers de l'arche perdue[1].
- Teddy Kumar est un jeune garçon qui accompagne Helena Shaw et Indiana Jones dans Indiana Jones et le Cadran de la destinée. Il est interprété par Ethann Isidore dans Indiana Jones et le Cadran de la destinée[7].

## L
- Chattar Lal est le premier ministre de Pankot et le principal conseiller du maharadja Zalim Singh. Il est également un membre secret de la secte des Thugs. Il est l'un des alliés du chef du culte, Mola Ram et l'assiste dans ses sacrifices. Il se blesse dans un combat contre Indy, mais parvient à s'échapper du temple[9]. Il est interprété par Roshan Seth dans Indiana Jones et le Temple maudit[3].
- Jock Lindsey est un pilote de ligne américain engagé par Indiana Jones pour le conduire au Pérou[5]. Il l'aide à échapper à la tribu des Hovitos lorsqu'il est trahi par ses guides. Il est interprété par Fred Sorenson dans Les Aventuriers de l'arche perdue[1].

## M
- Marhan est le chaman du petit village de Mayapore, en Inde. Il vient à la rencontre d'Indiana Jones et de ses compagnons, Demi-Lune et Willie, lorsque leur embarcation de sauvetage atteint Mayapore à la suite de leur écrasement d'avion. Il les implore de prendre la route du palais de Pankot, afin de libérer les enfants qui ont été capturés par les Thugs et récupérer une des pierres de Sankara, qui leur a été volée. Il est interprété par D. R. Nanayakkara dans Indiana Jones et le Temple maudit[3].
- George « Mac » McHale est un grand ami d'Indy, l'ayant rencontré en 1939. Indy et lui ont eu bien des mésaventures et "Mac" l'a sauvé deux fois. Se considérant comme frères de sang après s'être déguisés en nazis et leur aventure à Djakarta, "Mac" n'est plus aussi fiable depuis la fin de la Seconde Guerre mondiale. En 1957, il se rangera du côté des russes et trahira Indy. Sa seule obsession est de retrouver Akator pensant que cette cité constituée d'or le rendra riche. Mais alors qu'Indy pensait qu'il avait repris le bon chemin, "Mac" le trahit une fois de plus. Mais "Mac" mourra emporté par le vent destructeur du temple s'effondrant bien qu'Indy ait tenté de le sauver. Il est interprété par Ray Winstone dans  Indiana Jones et le Royaume du crâne de cristal[10].
- Musgrove est un officier de l'Armée américaine et un agent de renseignement du Gouvernement fédéral des États-Unis. Aux côtés du major Eaton, il fait enquête sur les mouvements secrets d'Adolf Hitler liés à ses intérêts pour les sciences occultes et à son obsession de trouver des artefacts aux propriétés surnaturelles[5]. Le colonel Musgrove engage Indiana Jones pour que ce dernier récupère l'Arche d'alliance avant les nazis. Il est interprété par Don Fellows dans Les Aventuriers de l'arche perdue[1].

## O
- Harold Oxley est un grand esprit de l'archéologie obsédé par les crânes de cristal né en 1887. Harold Oxley deviendra un grand ami ainsi que le camarade de classe d'Indy. Il deviendra par la suite le père de substitution de Mutt Williams et vivra avec Marion Ravenwood après la mort du prétendu père de Mutt, Colin, mort à la guerre. Il racontera à Mutt pendant plusieurs années des histoires sur les crânes de cristal, sa passion. Mais il disparaîtra en 1957 en tentant de retrouver les crânes et la cité d'Akator. Les russes le retrouveront avec un des crânes et Indy le retrouvera en même temps. Oxley sait où se trouve Akator et ses indications sont précieuses mais il perdra la mémoire et la raison en ayant trop fixé le crâne de cristal. Il retrouvera la mémoire plus tard en remettant le dernier crâne dans le temple puis assistera enfin au mariage d’Indy et Marion. Il est interprété par John Hurt dans Indiana Jones et le Royaume du crâne de cristal[10].

## R
- Mola Ram est le grand prêtre du temple souterrain du palais de Pankot, dont il a fait son repaire. Il souhaite mettre la main sur les cinq pierres de Sankara et les utiliser pour instaurer le règne de Kali. À cette fin, il réduit en esclavage les enfants d'un village qui détenait l'une des pierres pour retrouver les deux dernières d'entre elles. Il parvient à capturer Indiana Jones et ses compagnons, Demi-Lune et Willie, puis force l'archéologue à boire le « sang de Kali », une potion le plongeant dans un état de transe et de servitude envers le culte. Alors que Ram demande à Indy de sacrifier Willie, Demi-Lune parvient à le libérer de la malédiction et d'ainsi sauver Willie. Mola Ram meurt finalement dévoré par des crocodiles après être tombé du haut d'une falaise en combattant Indy. Il est interprété par Amrish Puri dans Indiana Jones et le Temple maudit[3].
- Abner Ravenwood est le père de Marion. Il est professeur à l'université de Chicago et le mentor d'Indiana Jones. Il force sa fille à quitter Indiana lorsqu'il découvre leur relation[5]. Les deux hommes coupent les ponts à la suite de cet événement. L'Arche d'alliance est la plus grande obsession d'Abner Ravenwood. Selon Indy, il a passé toute sa vie à la rechercher. Sans parvenir à cet objectif, il met toutefois la main sur le médaillon de Râ, un artefact permettant de localiser l'Arche. Il meurt dans une avalanche au Népal en 1936, peu de temps avant qu'Indy retrouve Marion[11].
- Marion Ravenwood est née le 23 mars 1909[a 1], d'un père professeur d'archéologie, Abner Ravenwood, qui a longtemps travaillé avec Indiana Jones et son père Henry Jones. Son premier véritable amour est Indiana Jones qu'elle fréquente au printemps 1925, mais qui l'abandonne à l'automne suivant par peur de s'engager[a 1] ; elle a alors 17 ans et lui 27 ("I was a child! I was in love! It was wrong and you knew it!" lui dira-t-elle quelques années plus tard[12]). De cette séparation, s'ensuivra une brouille entre Indiana Jones et le père de Marion, Abner Ravenwood. Elle suit alors son père au Népal, mais ce dernier décédant dans la chute d'une avalanche, Marion se retrouve obligée de gagner sa vie en tenant une taverne. Indiana Jones la retrouve en 1936 lors de sa quête de l'Arche d'alliance[12], mais il l'abandonne à nouveau avant d'enquêter à nouveau avec elle en Grèce, en novembre 1936, puis dans l'Himalaya à propos d'une rumeur indiquant que le père de Marion est toujours en vie[13]. De retour aux États-Unis, Marion s'essaie au journalisme, puis ouvre un nouveau bar The Raven's Nest, mais cette fois-ci à New York. Malheureusement, c'est un échec[a 2] et vers l'été 1937, Indiana Jones la quitte en partant en expédition à Siwa (oasis), une semaine avant leur mariage. Quelques mois après leur séparation naît de leur union un garçon, Mutt (alias Henry Jones III), mais Indiana Jones ignorera sa paternité jusqu'en 1957. Elle part alors pour Londres où elle vit avec un aviateur de la Royal Air Force, Colin Williams, qui reconnaît l'enfant. Après la mort de son compagnon, elle se lie avec le professeur Oxley qui élève son enfant avec elle[14]. Pendant l'été 1957, Mutt rencontre son père pour la première fois lors de la recherche du royaume du crâne de cristal[14], permettant à ses parents de se retrouver, et de se marier la même année. Son fils s'engage dans l'armée et meurt au combat. Marion ne s'en remet pas et demande le divorce d'avec Indiana en 1969. Toutefois, ils finissent par se réconcilier. Elle est interprétée par Karen Allen dans Les Aventuriers de l'arche perdue[1], Indiana Jones et le Royaume du crâne de cristal[10] et Indiana Jones et le Cadran de la Destinée[7].

## S
- Satipo est un guide péruvien accompagnant Indiana Jones jusqu'au temple des Hovitos, renfermant une idole de fertilité. Il trahit Indy en lui volant l'idole et en l'abandonnant à son sort, coincé dans le temple qui est en train de s'effondrer. Il meurt en oubliant l'un des pièges du temple dans sa fuite. Il est interprété par Alfred Molina dans Les Aventuriers de l'arche perdue[1].
- Elsa Schneider, après avoir trompé Indiana, se mettra du côté des nazis pour trouver ce qui paraît être très important pour elle, le Graal. Elle était l'assistante du père d'Indy et en tant que nazie recherchera le Graal pour elle et non pour Donovan. Mais elle ne pourra s'empêcher de penser à Indy et choisira le mauvais Graal volontairement pour Donovan. Plus tard elle tombera dans un fossé brumeux en tentant de rattraper le calice quand le temple commence à s'effondrer. Elle est interprétée par Alison Doody dans Indiana Jones et la Dernière Croisade[4].
- Wilhelmina « Willie » Scott est une chanteuse célèbre et reconnue dans un cabaret de Shanghaï, le club Obi-Wan. Elle est sauvée d'une fusillade par Indiana Jones. Elle est entraînée malgré elle dans les aventures de l'archéologue et de son compagnon, Demi-Lune, lorsque leur avion s'écrase et qu'ils se retrouvent dans le petit village de Mayapore, en Inde. Après avoir parlé au chef du village, Willie décide d'accompagner Indy et Demi-Lune à la recherche des pierres de Sankara. Dans leur quête pour retrouver les pierres, Willie est capturée par les Thugs et mise en sacrifice par Mola Ram, le chef du culte. Elle est sauvée par Indiana et Demi-Lune et retourne avec eux au village de Mayapore avec l'une des pierres. Elle a une phobie des insectes et préfère largement les soirées sous abri qu'à l'air et dans des endroits hostiles. Elle est interprétée par Kate Capshaw dans Indiana Jones et le Temple maudit[3].
- Helen Seymour est interprétée par Margaret Tyzack dans Les Aventures du jeune Indiana Jones.
- Basil Shaw est un archéologue et un universitaire qui a enseigné à Oxford. Il est un ami d'Indiana. Il meurt en 1951, il est interprété par Toby Jones dans Indiana Jones et le Cadran de la destinée[7].
- Helena Shaw est la fille de Basil et la filleule d'Indiana. Elle poursuit la quête de son père dans Indiana Jones et le Cadran de la destinée. Elle est interprétée par Phoebe Waller-Bridge dans Indiana Jones et le Cadran de la destinée[7].
- Irina Spalko est une experte de la parapsychologie du KGB et scientifique préférée de Staline, Irina Spalko, avait développé plus jeune des facultés paranormales. Spalko se dirigea alors vers les crânes de cristal et kidnappa en 1957 Indiana Jones et son ami Georges McHale pour retrouver des restes momifiés pouvant être une piste sur ces crânes. Plus tard au Pérou, Spalko et son bras droit le colonel Dovchenko retrouvèrent Indiana Jones et Mutt Williams pour les faire chanter grâce à leur otage Marion Ravenwood. Irina Spalko trouva ensuite la cité d'Akator et les crânes de cristal mais leurs pouvoirs détruisirent le temple et Spalko y trouva la mort. Elle est interprétée par Cate Blanchett dans Indiana Jones et le Royaume du crâne de cristal[10].

## T
- Arnold Ernst Toht est un agent allemand de la Gestapo[5], il a été chargé de retrouver le pommeau-médaillon du Grand Bourdon de Râ afin de découvrir le Puits des Âmes, où demeure l'Arche d'alliance. C'est un tortionnaire professionnel. En tentant de retrouver le bourdon de Râ il se brûlera la main avec, et l'inscription de ce dernier sera modelée  dans sa main. Plus tard il jettera Marion Ravenwood dans le puits des âmes avec Indiana Jones. Il considère que la quête de l'Arche est une idiotie et que cette dernière ne possède aucun pouvoir surnaturel mais il se rendra vite compte qu'il avait tort. En effet, il mourra finalement de douleur comme Dietrich et Belloq lors de l'ouverture de l'Arche d'alliance tant convoitée. Il est interprété par Ronald Lacey dans  Les Aventuriers de l'arche perdue[1].

## W
- Mutt Williams, de son véritable nom, Henry Jones III, est un jeune homme d'un caractère rebelle né en juillet 1938. Sa mère, Marie Williams n'est autre que Marion Ravenwood. Mutt est surtout le « fils caché » d'Indiana Jones pensant que son père nommé Colin avait été tué pendant la Seconde Guerre mondiale. Mutt est passionné de motos et se déplace souvent avec. Il a fréquenté de grandes écoles et a été champion d'escrime deux années consécutives. Son père de substitution, Harold Oxley fut un grand ami d'Indy et s'occupa de Mutt avec Marion pendant près de 20 ans. En 1957, Mutt rencontre Indy et le persuade de retrouver Oxley disparu au Pérou. Là-bas, il découvre qu'Indy est son père. Engagé dans l'armée américaine, il meurt à la fin des années 1960 lors de la guerre du Viêt Nam, ce qui éprouva le mariage de ses parents[15]. Il est interprété par Shia LaBeouf dans Indiana Jones et le Royaume du crâne de cristal[10].